# تجانس تكوين
في الكيمياء يقال على مادة أنها متجانسة إذا كانت موحدة في تكوينها. هذا على النقيض من المادة غير المتجانسة.
يعتمد تعريف التجانس بشكل كبير على السياق الذي يستخدم فيه. في الكيمياء، التعليق المتجانس لمادة ما يعني أنه عند تقسيم الحجم لنصفين، فإن المادة توجد بنفس الكمية في النصفين. الهواء هو مثال على خليط متجانس، يمكن وصف الهواء بدقة أكبر بأنه محلول غازي (الأوكسجين وبقية المكونات ذائبة في المكون الأكبر وهو النيتروجين). بحكم أن التفاعلات بين الجزئيات لا تلعب دورا كبيرا، فإن الغازات المخففة تكوّن محاليل ضعيفة. بعض المطبوعات لا تصنفها أساسا على أنها محاليل.

## المخاليط المتجانسة
في الكيمياء، بعض المخاليط تكون متجانسة . بعبارة أخرى، المخاليط عبارة عن مادة تكونت نتيجة خلط مادتين أو أكثر بأي نسبة وزنية لتنتج مخلوط له خواصة المتوافقه بالرغم من ذلك، فإن أي خليطين متجانسين من نفس مواد قد يختلفون كلياً عن بعضهما البعض وقد تتجانس لتصنع خليط ثابت . المخاليط المتجانسة، تركيبها ثابت دائماً . مكونات هذه المخاليط لها قابلية الفصل بطرق فيزيائيه مثل التبخير، الترشيح، الفرز وغيرها من الطرق.

### المحاليل
تعد المحاليل نوع خاص من المخاليط المتجانسة تعد المحاليل متجانسة لان مواد المحلول وهي : المذاب والمذيب خٌلطت بانتظام على المستوى الجزيئي دون أن يرتبط بعضها ببعض وتبدو جزيئاته مستقره أيضاً لأن المذاب لا يمكن له أن يُفصل بأي شكل من أشكال الترشيح أو حتى باستخدام أجهزة الطرد المركزي.. هذا النوع من المخاليط ثابت جداً بحيث يصعب تمييز الدقائق المكونة لها أو فصلها عن بعض باعتبارة مخلوط متجانس، معظم المحاليل تكون في حاله سائلة غير أن المذاب والمذيب قد يكونان في حالات متعددة، مثال على ذلك :ماء البحر في الكيمياء والمخلوط مزيج من مادتين نقيتين أو أكثر أو مركبات كيميائيه تكون بنسب مختلفة، وتحتفظ فيه كل مادة بخصائصها الكيميائية والفيزيائية ; المادة التي تحتوي على عنصرين أو أكثر ذات خصائص فيزيائية. المخاليط بمعنى أوسع هي عبارة عن مادتين أو أكثر في نفس المكان لكنها تبقى بلا تغييرات كيميائية وكل مادة تحتفظ بخواصها الفردية ولاتؤخذ نسبها بالاعتبار.